# Superjednostka
 (avril 2025).
Superjednostka (super unité en polonais) est l'un des plus grands immeubles résidentiels de Pologne et était le plus grand lors de sa construction en 1969-1972. Il est situé à Katowice, près du complexe sportif iconique de la ville, le Spodek. Conçu par l'architecte Mieczysław Król, le bâtiment s'inspire de l'Unité d'habitation de Le Corbusier, principalement connue via la Cité radieuse de Marseille.
Superjednostka a été conçue comme le pendant architectural du Spodek, de l'autre côté de la grande place Jerzy Ziętek (en). L'immeuble comprend 762 appartements, 17 locaux commerciaux et 175 places de parking souterrain. Il couvre une superficie de 9 817 m2 et mesure 187 m de long. Environ 1 300 personnes y résident.

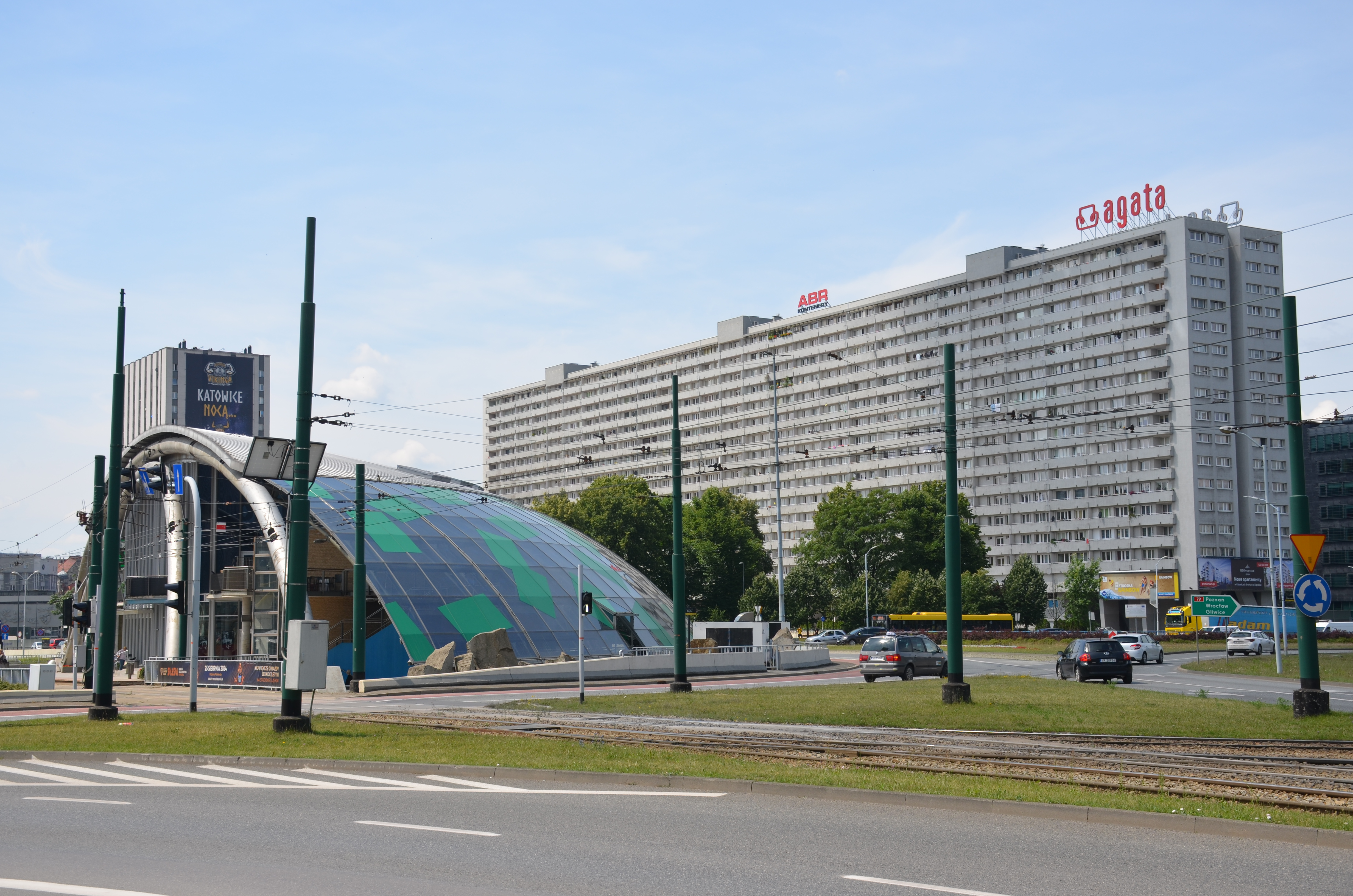
Superjednostka et la  place Jerzy Ziętek (en).
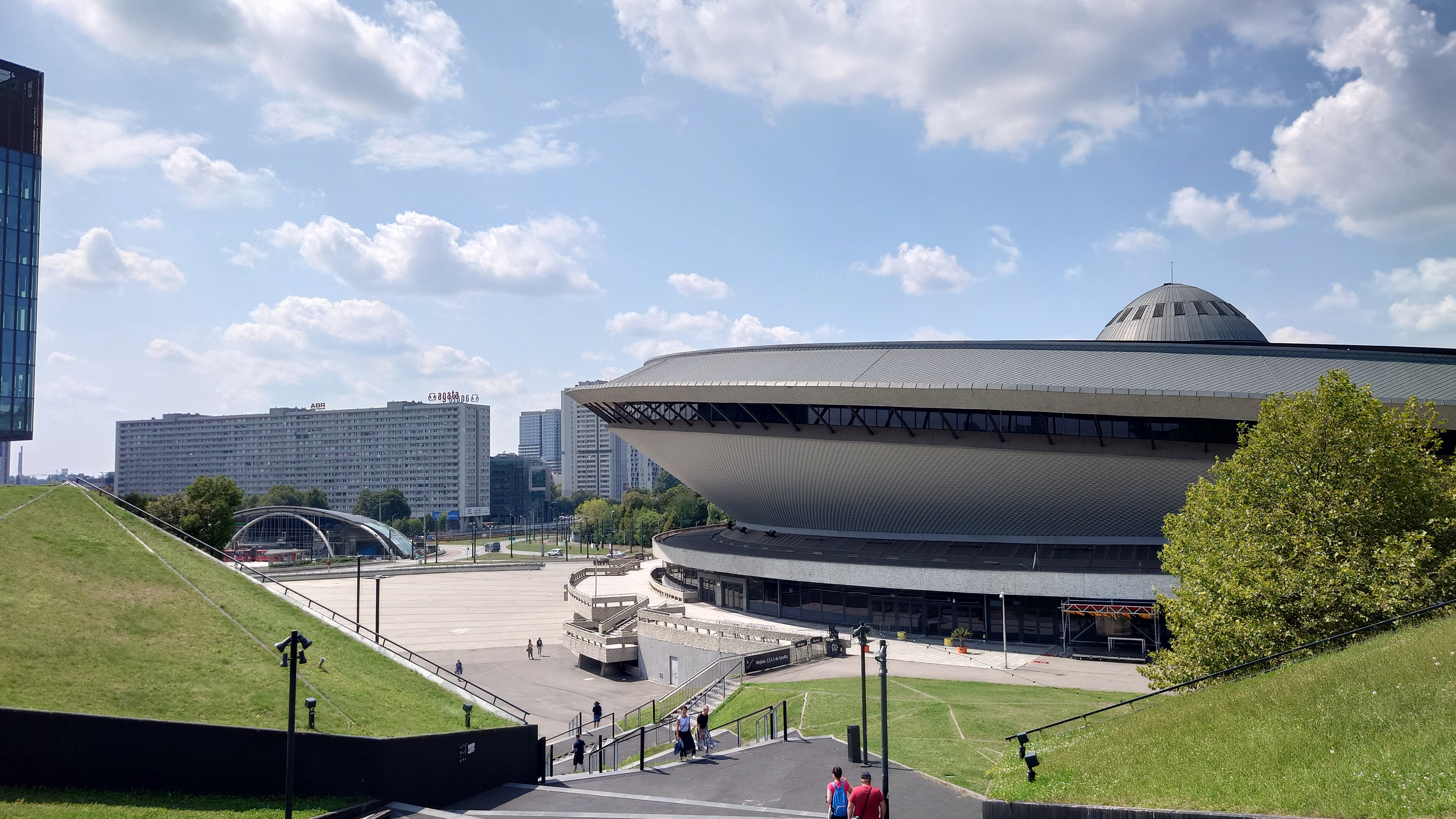
Superjednostka et le Spodek.
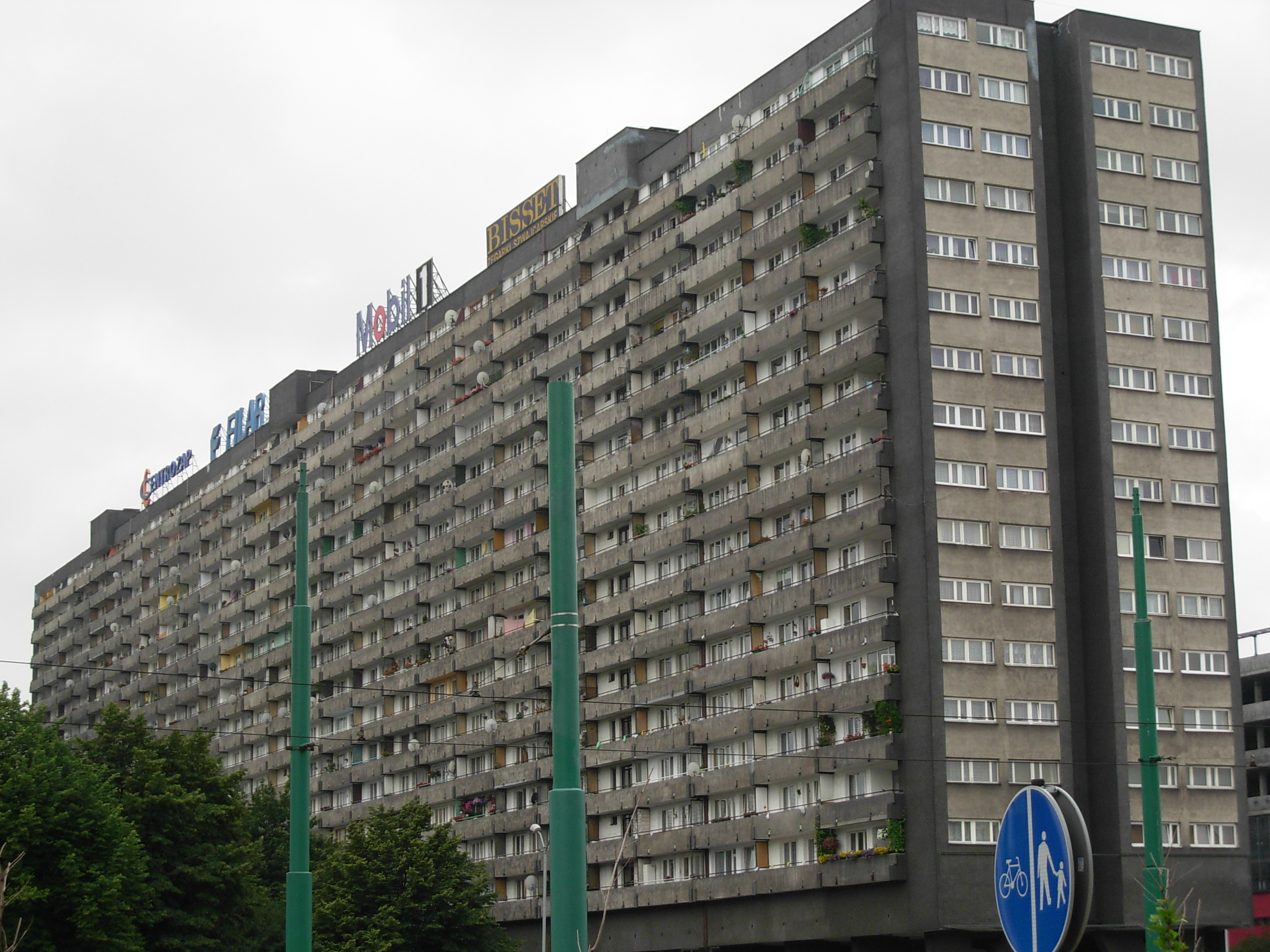
Superjednostka in 2007.
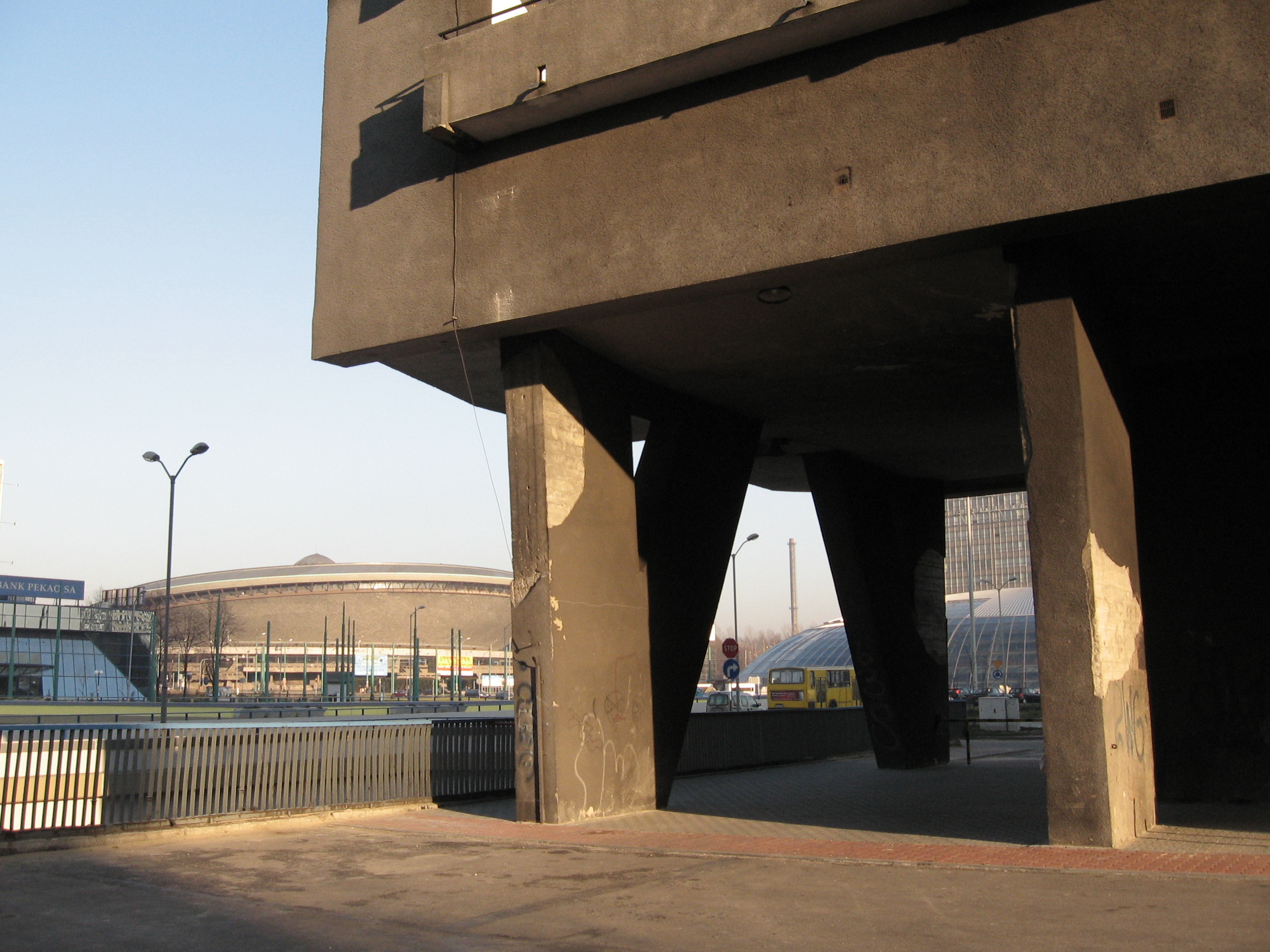
Partie de Superjednostka avec le Spodek en arrière-plan.
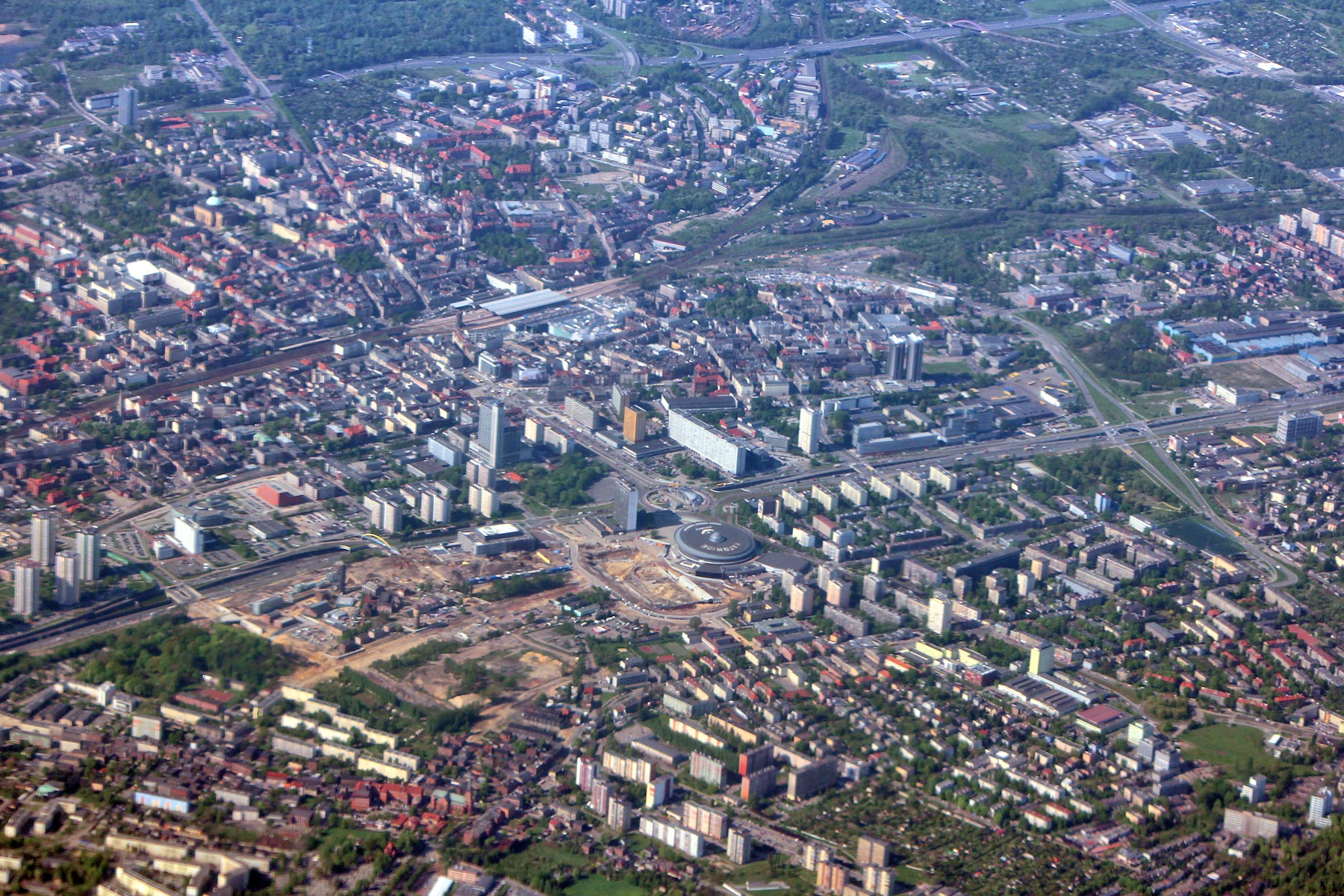
Superjednostka (au centre).